# Порто, Исаак де
Исаак де Порто (фр. Isaac de Porthau, также Portau или Portaut; 30 января 1617, По, Беарн, Королевство Франция — 13 июля 1712, По, Беарн, Франция) — гасконский чёрный мушкетёр из дома короля в XVII веке во Франции. Был племянником графа де Тревиль, капитан-лейтенанта французских королевских мушкетёров, и кузеном мушкетёра Армана д’Атоса. Де Порто послужил прототипом для персонажа Александра Дюма по имени Портос в романах про д'Артаньяна.

## Жизнь
Родился в семье Исаака де Порто де Камтор де Кампань де Кастетбона, секретаря парламента Беарна, и Анн д’Аррак (фр. Anne d'Arrac), служившего одно время секретарём у короля Генриха IV. Мать, Клеменция де Броссе, согласно одним данным, была дочерью господина Полидавана, по другим, протестантского священника из Одо. Род де Порто являлся одним из древнейших в Беарне, а его фамилия происходила от названия пиренейских горных замков porthaux, или portes, напоминающих своей конструкцией английские сторожевые башни пиль-тауэр. 
Второй из трёх детей Исаака-старшего от второго брака, имел брата Жана и сестёр Жанну и Сару, первая из которых вышла замуж за господина де Доме, а вторая стала супругой Авраама де Башоне, одновременно являясь мирской настоятельницей аббатства в Ривоте. Его старший брат Жан также стал «чёрным мушкетёром» и мог частично послужить прототипом Портоса.
Военную службу Порто начал кадетом в роте Александра дез Эссара, двоюродного брата графа де Тревиль, перейдя в мушкетёры гвардии в 1642 или 1643 году.
Отслужив около восьми лет, в 1650 году досрочно вышел в отставку в результате полученных на войне ранений и уехал в Гасконь, где занимал должность хранителя боеприпасов гвардии в крепости Наварренс; такие должности обычно давали отставным военным. После смерти в 1654 году своего отца занял пост секретаря парламента Беарна. Женился примерно в 1658 году, у него было двое сыновей: Арно и Жан. Он умер от инсульта 13 июля 1712 года и был похоронен в капелле Святого причастия в церкви Св. Мартина в По.
Старший сын Исаака, Арно де Порто, после смерти отца стал владыкой Кампани-де-Кастетбона и Ласёб. Он умер в По 19 января 1729 года в возрасте около семидесяти лет. Второй сын Портоса, Жан, был рыцарем ордена Святого Людовика и морским лейтенантом.